# Yann Karamoh
Yann Karamoh, né le 8 juillet 1998 à Abidjan (Côte d'Ivoire), est un footballeur franco-ivoirien qui évolue au poste d'ailier gauche.

## Carrière en club

### Débuts et formation
Né à Abidjan, Yann Karamoh arrive en France avec sa famille à l'âge de deux ans. À 7 ans, il signe sa première licence au Racing Club de France, un des principaux clubs formateurs de la région parisienne. Il y fait toutes ses classes jusqu'en 2011. Ses qualités lui valent d'être approchés par plusieurs clubs professionnels (Stade rennais, Paris Saint-Germain) et c'est finalement le Stade Malherbe de Caen qui obtient la signature du jeune espoir.
En Normandie, il est régulièrement surclassé, et dès l'âge de 16 ans il intègre l'équipe réserve, en compagnie de Jean-Victor Makengo, autre joueur prometteur de la génération 1998 du club. Sa progression convainc les dirigeants caennais de lui faire signer un premier contrat professionnel en décembre 2015, à l'âge de 17 ans.

### SM Caen
Après une préparation estivale prometteuse avec l'équipe professionnelle, il joue son premier match de Ligue 1 dès la première journée de la saison 2016-2017, en entrant en jeu à la place de Ronny Rodelin face au FC Lorient. Il dispute son premier match en tant que titulaire la semaine suivante face à l'Olympique lyonnais. Ses prestations sur le flanc droit de l'attaque en font la révélation du début de saison et, progressivement, un joueur titulaire aux côtés de Rodelin et d'Ivan Santini. Lors de la 6e journée de Ligue 1, il inscrit son premier but professionnel face au SCO Angers, ce qui n'empêche pas la défaite de son équipe (2-1). Lors de la 23e journée, il entre en jeu face à Guingamp et marque le but de la victoire (1-0), son 4e de la saison, en toute fin du temps additionnel sur une passe d'Hervé Bazile. Il boucle la saison 2016-2017 avec 35 apparitions en championnat, pour cinq buts et quatre passes décisives. Il est l'un des joueurs de moins de 20 ans les plus utilisés dans les cinq plus grands championnats européens. En mai il est sélectionné pour la première fois en équipe de France espoirs.
En fin de saison, il annonce son refus de prolonger son contrat, qui se termine en 2018, ce qui pousse le club normand à envisager son transfert. Il annonce son souhait de rejoindre un plus grand club, « où il jouera ». Après plusieurs semaines de négociations, son entourage et le Stade Malherbe s'accordent avec l'Inter Milan le 31 août 2017, dans le cadre d'un prêt de deux ans, avec une option d'achat obligatoire estimée entre six et huit millions d'euros. Pour permettre ce montage, il prolonge son contrat au SM Caen puis est prêté dans la foulée.

### Inter Milan
Yann Karamoh participe à son premier match avec l'Inter Milan le 24 septembre 2017, à domicile contre Genoa, en remplaçant Antonio Candreva. Il réalise dix-huit minutes prometteuses : un tir lointain de sa part amène le corner sur lequel Danilo D'Ambrosio marque le seul but du match, puis il provoque l'expulsion d'Adel Taarabt, coupable d'un tacle trop engagé. Il ne joue cependant plus les mois suivants.
Le 13 février 2018, il marque son premier but avec l'Inter Milan offrant la victoire contre Bologne. Il effectue un une-deux avec le nouvel arrivant Rafinha avant d'éliminer un défenseur à l'aide d'un double contact. Il enchaîne avec une frappe lointaine à l’extérieur de la surface qui finit dans les filets. Spaletti lui donne de plus en plus de temps de jeu avec l'Inter.

### Girondins de Bordeaux
En août 2018, il est prêté une saison sans option d'achat aux Girondins de Bordeaux par l’Inter Milan, en accord avec le Stade Malherbe de Caen qui avait déjà prêté le joueur au club italien.

### Parma Calcio
Le 17 juillet 2019, le club italien du Parma Calcio annonce son arrivée en prêt depuis l’Inter Milan. Il y signe un contrat de quatre ans avec obligation d'achat.

### Torino
Le 1er septembre 2022, Yann Karamoh signe au club italien du Torino pour 1M€.

### Montpellier HSC
Le 1er février 2024, Yann Karamoh est prêté jusqu’à la fin de la saison avec option d’achat au MHSC.

## Carrière en sélection
Karamoh est convoqué dans toutes les sélections de jeunes de l'Équipe de France, des U16 au U19. Il est appelé, à l'issue de sa première saison professionnelle à Caen, en équipe de France espoirs, alors qu'il est âgé seulement de 18 ans.
Natif de Côte d'Ivoire et possédant la double nationalité franco-ivoirienne, Karamoh pourrait choisir d'évoluer en équipe nationale de Côte d'Ivoire. Entraîneur de la Côte d'Ivoire d'avril à novembre 2017, le Belge Marc Wilmots se dit admiratif du joueur.

## Agression
Le 10 juin 2022, Karamoh est victime d'une violente agression à l'arme blanche. Esquinté, il présente des blessures importantes au visage ; sinus fracturé, pommettes enfoncées, blessure à la mâchoire et sa vision est aussi affectée. L'agression fait suite à un différend vis-à-vis de la petite-amie de l'agresseur, avec laquelle Karamoh a entretenu une relation. L'agresseur est condamné à deux ans de prison au tribunal correctionnel de Nanterre.

## Statistiques
| Saison                | Club                         | Championnat           | Championnat | Championnat | Championnat | Coupe nationale | Coupe nationale | Coupe nationale | Coupe de la Ligue | Coupe de la Ligue | Coupe de la Ligue | Supercoupe | Supercoupe | Supercoupe | Compétition(s) continentale(s) | Compétition(s) continentale(s) | Compétition(s) continentale(s) | Compétition(s) continentale(s) | Total | Total | Total |
| Saison                | Club                         | Division              | M.          | B.          | P.d.        | M.              | B.              | P.d.            | M.                | B.                | P.d.              | M.         | B.         | P.d.       | Comp.                          | M.                             | B.                             | P.d.                           | M.    | B.    | P.d.  |
| 2016-2017             | SM Caen                      | Ligue 1               | 35          | 5           | 4           | 1               | 0               | 0               | -                 | -                 | -                 | -          | -          | -          | -                              | -                              | -                              | -                              | 36    | 5     | 4     |
| 2017-2018             | Inter Milan (prêt)           | Serie A               | 16          | 1           | 0           | 1               | 0               | 0               | -                 | -                 | -                 | -          | -          | -          | -                              | -                              | -                              | -                              | 17    | 1     | 0     |
| 2018-2019             | Inter Milan                  | Serie A               | 1           | 0           | 0           | 0               | 0               | 0               | -                 | -                 | -                 | -          | -          | -          | -                              | -                              | -                              | -                              | 1     | 0     | 0     |
| Sous-total            | Sous-total                   | Sous-total            | 17          | 1           | 0           | 1               | 0               | 0               | -                 | -                 | -                 | -          | -          | -          | -                              | -                              | -                              | -                              | 18    | 1     | 0     |
| 2018-2019             | Girondins de Bordeaux (prêt) | Ligue 1               | 22          | 3           | 1           | 1               | 0               | 0               | 3                 | 0                 | 0                 | -          | -          | -          | C3                             | 6                              | 0                              | 2                              | 32    | 3     | 3     |
| 2019-2020             | Parma Calcio (prêt)          | Serie A               | 14          | 1           | 1           | 1               | 0               | 0               | -                 | -                 | -                 | -          | -          | -          | -                              | -                              | -                              | -                              | 15    | 1     | 1     |
| 2020-2021             | Parma Calcio                 | Serie A               | 24          | 2           | 1           | 2               | 2               | 0               | -                 | -                 | -                 | -          | -          | -          | -                              | -                              | -                              | -                              | 26    | 4     | 1     |
| Sous-total            | Sous-total                   | Sous-total            | 38          | 3           | 2           | 3               | 2               | 0               | -                 | -                 | -                 | -          | -          | -          | -                              | -                              | -                              | -                              | 41    | 5     | 2     |
| 2021-2022             | Fatih Karagümrük SK (prêt)   | Süper Lig             | 32          | 4           | 1           | 3               | 0               | 0               | -                 | -                 | -                 | -          | -          | -          | -                              | -                              | -                              | -                              | 35    | 4     | 1     |
| 2022-2023             | Torino FC                    | Serie A               | 21          | 4           | 0           | 2               | 1               | 0               | -                 | -                 | -                 | -          | -          | -          | -                              | -                              | -                              | -                              | 23    | 5     | 0     |
| 2023-2024             | Torino FC                    | Serie A               | 10          | 0           | 0           | 1               | 0               | 0               | -                 | -                 | -                 | -          | -          | -          | -                              | -                              | -                              | -                              | 11    | 0     | 0     |
| Sous-total            | Sous-total                   | Sous-total            | 31          | 4           | 0           | 3               | 1               | 0               | -                 | -                 | -                 | -          | -          | -          | -                              | -                              | -                              | -                              | 34    | 5     | 0     |
| Total sur la carrière | Total sur la carrière        | Total sur la carrière | 175         | 20          | 8           | 12              | 3               | 0               | 3                 | 0                 | 0                 | -          | -          | -          | -                              | 6                              | 0                              | 2                              | 196   | 23    | 10    |